# رينيه جبريل
رينيه جبريل (بالفرنسية: René Gabriel)‏ هو مصمم فرنسي، ولد في 14 سبتمبر 1890 في ميزون ألفور في فرنسا، وتوفي في 30 أكتوبر 1950 في باريس في فرنسا.

## معرض صور

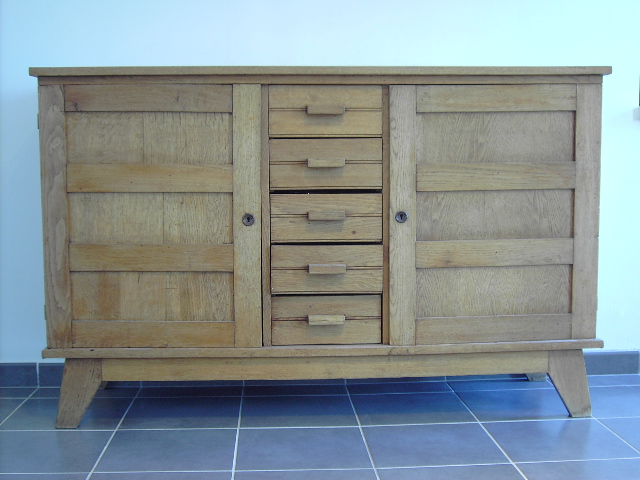
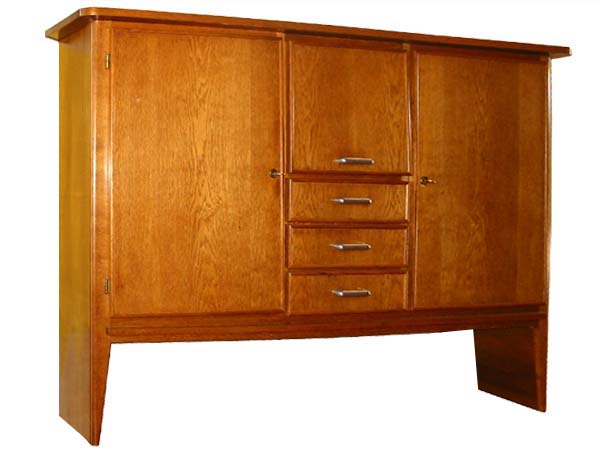
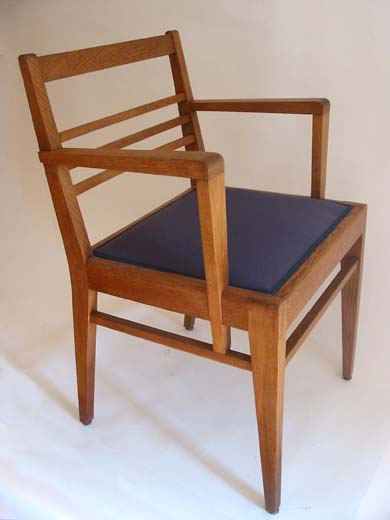
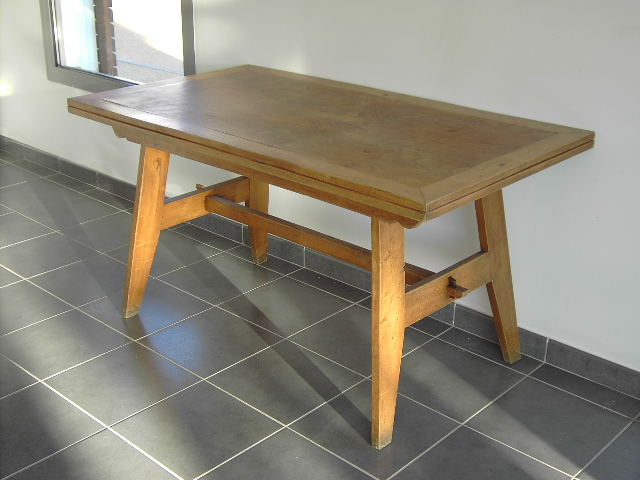